# Ołeksandr Zotow
Ołeksandr Serhijowycz Zotow, ukr. Олександр Сергійович Зотов (ur. 23 lutego 1975 w Jenakijewem, w obwodzie donieckim, Ukraińska SRR) – ukraiński piłkarz, grający na pozycji pomocnika lub obrońcy, reprezentant Ukrainy.

## Kariera piłkarska

### Kariera klubowa
Jest wychowankiem DJuSSz w Jenakijewe (od 1986). Pierwszy trener - Serhij Ikonnikow i Jurij Babiczew. W 1992 ukończył DJuSzOR w Doniecku i rozpoczął karierę piłkarską w klubie Kanatnyk Charcyzk, dokąd zaprosił go trener Ihor Sokołowski. Po rozformowaniu klubu w 1994 został polecony przez byłego trenera selekcjonerom Czornomorca Odessa, którzy najpierw wysłali go na 2 miesiące do SK Odessa, a potem zaproponowali podpisać kontrakt. W 1998 przeszedł do Krywbasa Krzywy Róg. 2001 rok rozpoczął w Worskle Połtawa, a latem został piłkarzem Metałurha Donieck. W 2006 powrócił do Czornomorca Odessa, jednak w 2008 ponownie przeszedł do Metałurha Donieck, w którym występował do 2009. 31 sierpnia 2009 został wypożyczony tym razem do Zakarpattia Użhorod. Latem 2010 kontrakt z Metałurhiem wygasł i w październiku 2010 został piłkarzem drugoligowego klubu Feniks-Illiczoweć Kalinine.

### Kariera reprezentacyjna
1 maja 1996 roku debiutował w reprezentacji Ukrainy w meczu towarzyskim z Turcją, przegranym 2:3. Łącznie rozegrał 4 mecze reprezentacyjne.

## Kariera trenerska
Po zakończeniu kariery piłkarskiej został zaproszony do Szkoły Piłkarskiej Metałurha Donieck pomagać trenować młodych piłkarzy.

## Sukcesy i odznaczenia

### Sukcesy klubowe
- wicemistrz Ukrainy: 1995, 1996
- brązowy medalista Mistrzostw Ukrainy: 1997, 1999, 2002, 2003, 2005

### Sukcesy indywidualne
- członek Klubu 300: 343 meczów.